# Alte Post (Keetmanshoop)
Die Alte Post (englisch Old Post Office) ist ein historisches Verwaltungsgebäude in der namibischen Stadt Keetmanshoop im Süden des Landes. Es beherbergte das Kaiserliche Postamt zu Zeiten Deutsch-Südwestafrikas. Es wurde 1910 von der Firma Seebach & Bach nach Plänen von Gottlieb Redecker errichtet.
Es ist seit dem 3. Dezember 1977 ein Nationales Denkmal Namibias.